# Chakma

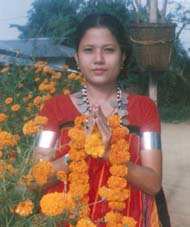
Chakma, 2008

Die Chakma (bengalisch চাকমা, cākmā) sind ein 700.000 Menschen umfassendes Volk, das in den Chittagong Hill Tracts in Bangladesch und Indien lebt.

## Geschichte
Die Chakma haben die Chittagong-Berge schon vor Jahrhunderten besiedelt. Im 13. Jahrhundert kam der Buddhismus in den Siedlungsraum der Chakma.
Neben dieser religiösen Spannungen zwischen den Chakma und der mehrheitlich muslimischen Bevölkerung Bangladeschs, kam es ab den 1960er-Jahren zu ernsten Konflikten zwischen dem Staat Bangladesch und den Chakma, weil im Zuge der Baumaßnahmen für den Karnaphuli-Stausee 18.000 Chakma umsiedeln mussten. Außerdem wurden weite Teile des Landes der Chakma von illegalen Siedlern besetzt. Zur Verärgerung der Chakma unternahm die Regierung von Bangladesch nichts, um geltendes Recht durchzusetzen. Infolgedessen kam es zu Guerilla-Kämpfen zwischen Chakma und Soldaten Bangladeschs. Amnesty International berichtete von Folter und gesetzloser Tötung von Stammesmitgliedern. Tausende Chakma starben und noch mehr flohen über die Grenze nach Indien.

## Religion
Über 90 % der Chakma sind buddhistischen Glaubens. Außerdem gibt es hinduistische, islamische und christliche Minderheiten in der Stammesbevölkerung.

## Sprache
Die Chakma sprachen ursprünglich eine tibeto-birmanische Sprache, sind aber durch den Einfluss sie umgebender indoarischer Sprachen selbst zu einer indoarischen Sprache gewechselt, dem Chakma. Die Sprache verfügt auch über eine eigene Schrift, die Chakma-Schrift.